# Rhodiola fastigiata
Rhodiola fastigiata är en fetbladsväxtart som först beskrevs av Joseph Dalton Hooker och Thoms., och fick sitt nu gällande namn av Fu. Rhodiola fastigiata ingår i släktet rosenrötter, och familjen fetbladsväxter. Inga underarter finns listade i Catalogue of Life.